# Dagmar Hase
Dagmar Hase, född 22 december 1969 i Quedlinburg, är en tysk före detta simmare.
Hase blev olympisk guldmedaljör på 400 meter frisim vid sommarspelen 1992 i Barcelona.